# Сварка ковкой

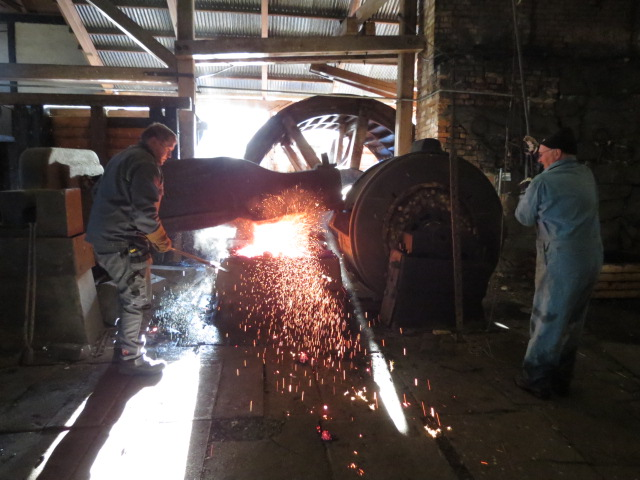
Процесс сварки ковкой на ланкаширской кузнице в Кармансбо

Сва́рка ко́вкой (кузнечная сварка) — вид сварки давлением. Посредством её образуют неразъёмное соединение в результате действия кузнечного ударного инструмента на металл, находящийся в пластическом состоянии. Кузнечной сваркой в основном выполняют неразъёмные соединения из низкоуглеродистых конструкционных сталей с содержанием углерода до 0,3%, так как при большем содержании углерода свариваемость стали резко ухудшается.

## История

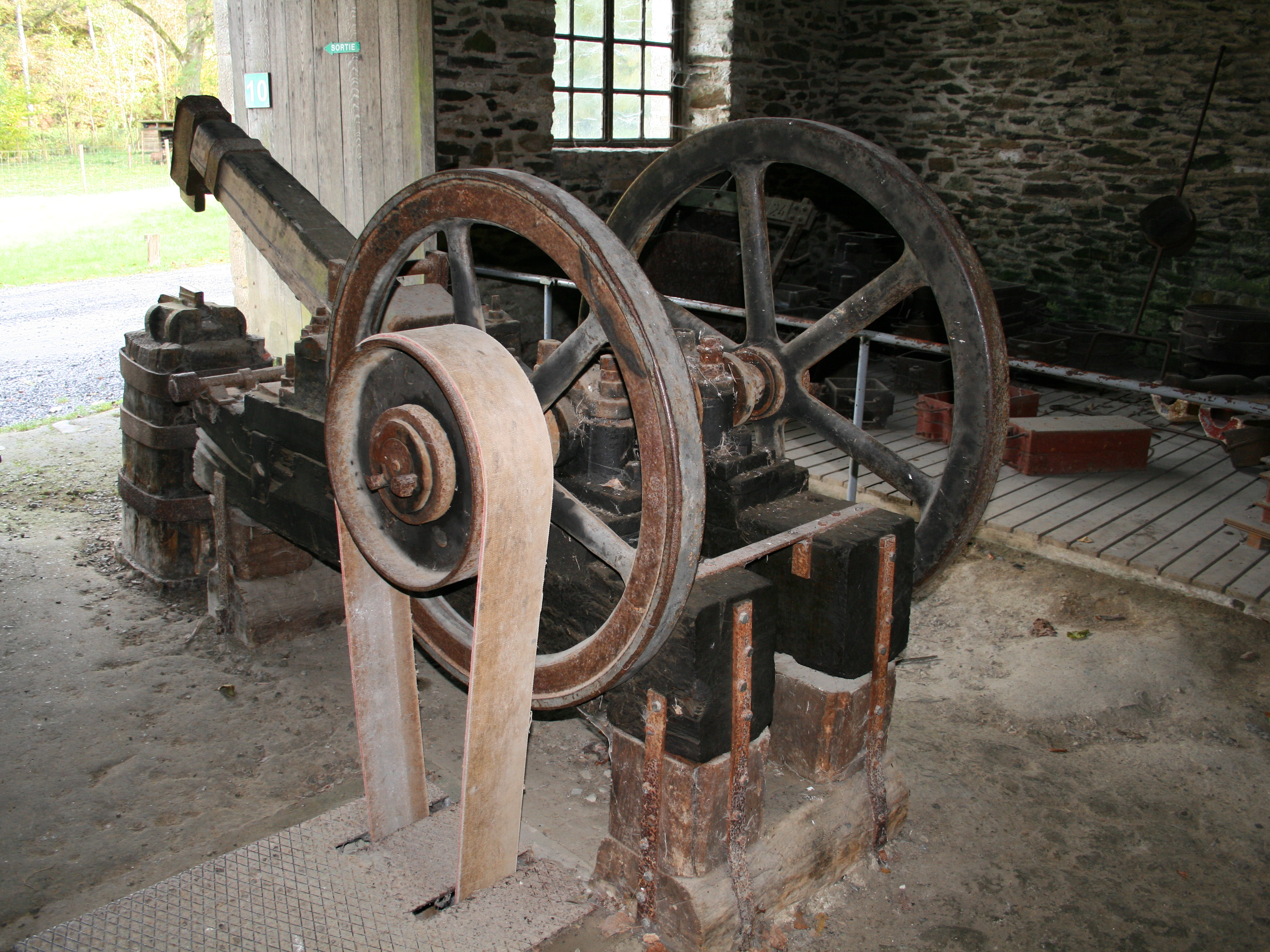
Механизированный сварочный молоток

Первым технологическим процессом в истории техники, с помощью которого люди могли получить неразъёмные соединения металлов, была кузнечная сварка. При этом процессе сварки прочное сцепление соединяемых поверхностей достигается за счёт взаимодействия атомов. Металлографические исследования изделий трипольских племён, живших на территории Юго-Западной Украины и Бессарабии в IV-III тыс. до н.э., показали, что при изготовлении шила, долота, амулетов и нашивных брошей применялась кузнечная сварка меди. В этих случаях кузнечная сварка служила для увеличения размеров заготовок. При изготовлении медных бус концы изогнутой на круглой оправке штабы соединяли внахлёст и сваривали кузнечным способом. Сварку меди применяли не только для изготовления вещей, но и для их ремонта. В большинстве случаев качество сварки было не очень высоким, а в соединениях появлялись трещины, поры и шлаковые включения. Применение кузнечной сварки в эпоху неолита у трипольских племён было вызвано тем, что местные мастера ещё не знали техники плавления и литья металлов. Особенно высокого развития и большого разнообразия достигает техника кузнечной сварки в железном веке. Железо не просто расширило ассортимент материалов, которые люди уже использовали для своих нужд, но и оказало большое влияние на все основные виды деятельности человека.
Древние изделия из железа относятся к IV в. до н. э. и найдены в Египте. В начале железного века кузнецы уже умели делать оружие и предметы быта из железа. При этом масса изделий намного превышала то количество металла, которое за одну плавку могли выдать металлурги. Поэтому отдельные заготовки соединяли в монолит, а сам процесс получения железной заготовки наполовину состоял из кузнечной сварки. 
Мастера Киевской Руси в IX-XIII вв. в металлургии и металлообработке достигли невероятных высот. Технический уровень ремесла значительно опережал страны Западной Европы. В Киевской Руси было освоено производство высококачественной углеродистой стали. Кузнечная сварка была ведущим, отлично разработанным и освоенным технологическим приёмом при производстве изделий из железа и стали. Кузнечная сварка использовалась при изготовлении около 70% металлических изделий.
Монголо-татарское нашествие стало причиной спада ремесленной деятельности на Руси. Только во второй половине XIV в. произошло его восстановление на свежей технической основе. Широкое применение водяного двигателя привело к возникновению более совершенного металлургического предприятия - рудника. На новую ступень встало и кузнечно-сварочное дело. Сваркой с её передовыми технологиями пользовались для изготовления огнестрельного оружия: пушек и пищалей.
Особого искусства достигла сварка серебра. Были разработаны сложные технические приёмы, в том числе, нагрев до 500 градусов Цельсия (°C), и поддержание этой температуры при сварке. Судя по изделиям из крупных листов серебра (на которых сварные швы удалось найти только с помощью рентгенографии), датированных V–IV вв. до н. э., древние мастера прекрасно владели такой технологией сварки.
В XV-XVI в. кузнечное ремесло поднялось на новую ступень. Боевые топорики со стальными лезвиями и бронзовыми обухами, браслеты и перстни с чернью, украшения - показывают великолепное мастерство ремесленника.
Технологические приёмы кузнечной сварки менялись со временем. Они изменялись в зависимости от уровня развития ремесла и товарного производства. По мере того как специалист переходил к выпуску всё более массовой продукции, технология её производства всё более упрощалась. Постепенно кузнечная сварка достигла такого развития, что стала применяться для производства особо ответственных изделий (например, железнодорожных рельс). Основателем этой технологии стал английский инженер Никсон. В этот период кузнечная сварка достигла своей вершины. Специалисты-ремесленники в совершенстве владели технологией, разрабатывали новые приёмы и методы соединения сложных деталей, изготовляя орудия труда, инструменты и оружие. Мастера пытались модернизировать кузнечную сварку. Ручной труд молотобойцев был заменён механическими молотами. Но даже самые передовые методы кузнечной сварки уже не удовлетворяли всё возрастающим потребностям производства. И начиная с XV в. наряду с кузнечной сваркой, стали развиваться другие сварочные процессы.
С начала XVIII в. уральская металлургия и уральская кузнечная сварка получили мировую известность. Триумф начался с города Екатеринбурга.  В тот период кузнечная, литейная сварка и пайка были главными технологическими процессами соединения металлов и проводились кузнецами. Только в конце XIX-начале XX в. сварка стала самостоятельным технологическим процессом.
В XIX в. кузнечная сварка была механизирована. Кузнечная сварка стала применяться для изготовления биметаллов (бронза + сталь), труб диаметром до 600 мм с прямым и спиралевидным швом. В конце XIX в. на основе достижений в области физики, химии, механики и электротехники в сварке произошёл своеобразный прорыв. Были созданы мощные электрические источники нагрева и освоено применение газокислородного пламени.

## Разновидности кузнечной сварки
- Кузнечная сварка с использованием молотов или гидравлических прессов.
- Сварка прокаткой путём совместного деформирования деталей (чаще листов). Используется для изготовления биметаллов, листовых теплообменников и др.
- Сварка волочением при совместном протягивании деталей через специальную фильеру (волоку). Используется при изготовлении биметаллических проволок, трубок, лент и др.

## Технология сварки
Получить качественное неразъёмное соединение кузнечной сваркой можно только при условии удаления с соединяемых поверхностей окисленных и других загрязняющих плёнок к моменту ковки. 
Самым известным и самым старым процессом кузнечной сварки является метод ручной ковкой. Ручная ковка осуществляется путём нагрева металла до нужной температуры, совмещения сварных поверхностей, а затем нанесения неоднократных ударов молотом. 
Кузнечная сварка не обеспечивает высокой надёжности сварного соединения, она малопроизводительна, пригодна для ограниченной разновидности металлов, требует высокой квалификации кузнеца и не используется на машиностроительных предприятиях ввиду её неконкурентоспособности с современными видами сварки давлением. Однако в полевых условиях при ремонте неответственных деталей машин и при ручной ковке кузнечная сварка находит применение. Кузнечная сварка и пайка были ведущими процессами сварочной техники вплоть до конца XIX в., когда начался совершенно новый, современный период развития сварки.